# Euonymus dolichopus
Euonymus dolichopus là một loài thực vật có hoa trong họ Dây gối. Loài này được Merr. ex J.S.Ma mô tả khoa học đầu tiên năm 1997.